# 居飛車穴熊
| 9  | 8  | 7  | 6  | 5  | 4  | 3  | 2  | 1  |    |
| 香 | 桂 |    | 金 |    |    |    | 桂 | 香 | 一 |
|    | 王 | 銀 |    |    | 飛 |    |    |    | 二 |
|    | 歩 | 歩 | 金 | 歩 | 銀 | 角 | 歩 |    | 三 |
| 歩 |    |    | 歩 |    |    | 歩 |    | 歩 | 四 |
|    |    |    |    |    | 歩 |    | 歩 |    | 五 |
|    |    | 歩 |    | 歩 |    |    |    |    | 六 |
| 歩 | 歩 | 角 | 歩 | 銀 | 歩 | 歩 |    | 歩 | 七 |
| 香 | 銀 | 金 |    |    |    |    | 飛 |    | 八 |
| 玉 | 桂 | 金 |    |    |    |    | 桂 | 香 | 九 |

居飛車穴熊（いびしゃあなぐま、英: Static Rook Anaguma）は、将棋の戦法の一つ。主に対振り飛車戦において、居飛車側が穴熊を目指す作戦の総称である。

## 概要
居飛車穴熊とは、次項「居飛車穴熊戦法」訴訟で定義付けられたところによると、飛車を動かさず（居飛車）、玉を左下隅（先手の場合なら「9九」の位置）に囲う（穴熊）ことであるとした。そして、相手が振飛車戦法をとることに対抗して、序盤戦の段階で、基本的には、穴熊側先手として▲7六歩→6八玉→7八玉→7七角→9八香→8八玉→9九玉→8八銀→7九金、との守りの手順に▲2六歩→2五歩→5六歩→4八銀→5七銀、との攻めの手順を加えて守りと攻めとを一体化した手順を「Aタイプの手順」とした。一方で、銀将を「6六」の位置に上げることと玉の近くに金将が這いずるように移動することに特色がある組み方を「Bタイプの手順」とした。
居飛車対振り飛車の将棋に於いて、古くからある持久戦策としては玉頭位取り、左美濃などが指されていた。居飛車穴熊はこれらに比べバランスが悪く指しづらいとされていたが、田中寅彦が体系化を進め高勝率をあげたことで昭和50年代頃から流行した。当時異端とされていた居飛車穴熊に日の目を当て、序盤戦術を向上させた功績は大きい。
田中が自身の公式戦で初めて居飛車穴熊を指したのは四段デビュー2戦目、1976年10月8日の名将戦、対佐藤大五郎戦である。この一戦こそは敗れたが、その後田中は10連勝を記録し、76年度の連勝賞と新人賞を受賞した。自身のデビュー年度に将棋大賞を受賞した棋士は田中が史上初で、そのあとも2006年度の糸谷哲郎 (糸谷も連勝賞と新人賞)しかいない（藤井聡太はデビューが2016年度の秋で、連勝賞と新人賞の受賞は2017年度が対象となっている）。田中の棋戦初優勝は5年後の1981年の新人王戦で、決勝三番勝負でも居飛車穴熊を駆使し、伊藤果を2勝0敗、千日手局（下記参照） を含むと、3度の採用)で下した
| 9  | 8  | 7  | 6  | 5  | 4  | 3  | 2  | 1  |    |
| 香 |    |    | 金 |    |    |    | 桂 | 香 | 一 |
|    | 王 | 銀 |    | 金 | 飛 |    | 角 |    | 二 |
|    | 歩 | 桂 |    | 歩 |    |    | 歩 | 歩 | 三 |
| 歩 |    | 歩 | 歩 | 銀 |    | 歩 |    |    | 四 |
|    |    |    |    |    | 歩 |    |    |    | 五 |
|    |    | 歩 | 歩 | 歩 |    |    | 歩 |    | 六 |
| 歩 | 歩 | 角 | 金 | 銀 | 歩 | 歩 |    | 歩 | 七 |
| 香 | 銀 | 金 |    |    |    |    | 飛 |    | 八 |
| 玉 | 桂 |    |    |    |    |    | 桂 | 香 | 九 |

居飛車穴熊を現代戦法として体系づけ、流行に導いたのは田中の功績とされるが、田中以前に居飛車穴熊が指された有名な将棋を挙げると、次項「居飛車穴熊戦法」訴訟であがった将棋として、棋士の対局で初めての居飛車穴熊とされた、1951年（昭和26年）9月の第6期A級順位戦の原田泰夫と松田茂役の対局で原田が指したもので、原田が勝利した（下記図参照）。 これは、松田のツノ銀中飛車に、原田の5七銀右（菱囲い）から銀矢倉囲いにしてから、持久戦を志向した穴熊への組み替えであり、最初から穴熊を目指したものではなかった。また、1968年の第27期名人戦 第2局の升田幸三対大山康晴で、先手の升田が居飛車穴熊を採用したのが知られる。結果は終盤に一失があり、升田の敗戦となったが途中は互角以上に居飛車穴熊が戦っていた。当時の朝日新聞紙面に掲載された栄記者の観戦記には『九段は8八玉と寄ったあと、無造作に、ノータイムで9八香と上がった。そして、立会の大野八段や私たちがすわっている記録席の方に顔を向けて「フフフ......」 と笑った』とある。
この他田中以前には、1952年（昭和27年）6月の第1回産経杯争覇戦の灘蓮照と南口繁一の対局で、灘が居飛車穴熊を指して敗れた局、1952年（昭和27年）9月の第7期B級順位戦の金高清古と建部和歌夫の対局で、金高が居飛車穴熊にし、振飛車穴熊の建部に勝利した局があるほか、1974年（昭和49年）になると、田中の兄弟子である宮田利男（当時四段）が主としてテレビの早指戦で居飛車穴熊を連採していた。（下記図参照）
| 9  | 8  | 7  | 6  | 5  | 4  | 3  | 2  | 1  |    |
| 香 |    |    |    |    |    |    | 飛 | 香 | 一 |
|    | 王 | 金 | 角 | 銀 |    |    | 金 |    | 二 |
|    |    | 桂 | 銀 |    |    | 桂 | 歩 | 歩 | 三 |
| 歩 | 歩 | 歩 | 歩 | 歩 | 歩 | 歩 |    |    | 四 |
|    |    |    |    |    |    |    | 歩 | 歩 | 五 |
| 歩 | 歩 | 歩 | 歩 | 歩 | 歩 | 歩 |    |    | 六 |
|    |    |    | 銀 |    | 金 | 桂 |    |    | 七 |
| 香 | 銀 | 金 | 角 |    |    |    |    | 香 | 八 |
| 玉 | 桂 |    |    |    |    |    |    | 飛 | 九 |

| 9  | 8  | 7  | 6  | 5  | 4  | 3  | 2  | 1  |    |
| 王 | 桂 |    |    |    |    |    | 桂 | 香 | 一 |
| 香 | 金 |    | 金 |    |    |    | 飛 |    | 二 |
|    | 銀 | 歩 | 歩 |    | 歩 | 角 | 歩 | 歩 | 三 |
| 歩 | 歩 |    | 銀 | 歩 |    | 歩 |    |    | 四 |
|    |    |    |    |    |    |    | 歩 |    | 五 |
|    |    | 歩 | 銀 | 歩 | 角 | 歩 |    |    | 六 |
| 歩 | 歩 |    | 歩 |    | 歩 | 桂 |    | 歩 | 七 |
| 香 | 銀 | 金 | 金 |    |    |    | 飛 |    | 八 |
| 玉 | 桂 |    |    |    |    |    |    | 香 | 九 |

| 9  | 8  | 7  | 6  | 5  | 4  | 3  | 2  | 1  |    |
| 王 | 桂 | 銀 | 金 |    | 金 |    | 桂 | 香 | 一 |
| 香 |    |    |    |    | 飛 |    | 角 |    | 二 |
| 歩 | 歩 | 歩 | 歩 | 歩 | 銀 |    | 歩 | 歩 | 三 |
|    |    |    |    |    | 歩 | 歩 |    |    | 四 |
|    |    |    |    |    |    |    |    |    | 五 |
|    |    | 歩 |    | 歩 |    |    | 歩 |    | 六 |
| 歩 | 歩 | 角 | 歩 | 銀 | 歩 | 歩 |    | 歩 | 七 |
| 香 | 玉 |    |    |    |    |    | 飛 |    | 八 |
|    | 桂 | 銀 | 金 |    | 金 |    | 桂 | 香 | 九 |

アマチュア棋界では下記次項（「居飛車穴熊戦法」訴訟）のとおり、大会で多くの好成績を上げていた大木和博の例がある。大木は組み方は上記のうち「Aタイプの手順」とされた。
大木は、1973年12月頃以前からアマチュアの棋戦において居飛車穴熊を多用していた。1976年頃まで、居飛車穴熊について、棋士の間での関心は薄かったが、アマチュア愛好家の間では、ある程度行われていた。
ほかには、瀬戸博晴の名が挙げられる。瀬戸は、居飛車穴熊を多用していた大木と多く対局したことから、自分も居飛車穴熊を多用するようになったとされる。そして田中も奨励会時代に居飛車穴熊を多用する瀬戸博晴と対局することがあった。田中は『近代将棋』昭和59年7月号においてインタビューに答えて、奨励会時代に瀬戸博晴の居飛穴に苦しめられたのが原因で、四段になって居飛車穴熊戦法を開発した旨を述べている。田中が1976年から棋戦において居飛車穴熊戦法を多用して好成績を収めたため、1977年頃から居飛車穴熊戦法を研究して採用する棋士が増え、田中『将棋世界』昭和52年10月号の別冊附録として「最新戦法・居飛車穴熊」を出した頃からアマチュア愛好家の間にも居飛車穴熊戦法が流行し出すこととなった。田中はまた▲6六（△4四）銀型玉頭の7筋（△3筋）からの攻撃や、4枚穴熊、さらには地上最強の囲い「ビッグ4」と発展させる指し方を提示した。
初期の居飛車穴熊では、振り飛車側が居飛車にこの4枚穴熊を許しているケースが多かったが、居飛車側が圧倒的な勝率をあげていたため向かい飛車や立石流四間飛車のような振り飛車から動く順が模索された。しかしいずれも対策がたてられ、居飛車穴熊の隆盛を止めるには至らなかった。
振り飛車側からの策としては藤井システムも一時期猛威を振るったが、これも居飛車側の対策が編み出され、確実な戦法とはなっていない。2013年現在では角道を止める振り飛車はこの居飛車穴熊により第一線から退けられている状態である。とはいえ、一目散に穴熊に組むと前述の立石流や藤井システム他のような積極策に対し形勢を損ねてしまうのは事実であり、振り飛車の出だしによっては穴熊ではなく左美濃にしたり、舟囲いからの急戦が有力である。

## 対角道を止める振り飛車
| 9  | 8  | 7  | 6  | 5  | 4  | 3  | 2  | 1  |    |
| 香 |    |    | 金 |    |    |    | 桂 | 香 | 一 |
|    | 王 | 銀 |    |    |    |    | 飛 |    | 二 |
|    | 歩 | 桂 | 金 | 歩 | 銀 | 角 | 歩 | 歩 | 三 |
| 歩 |    | 歩 | 歩 |    | 歩 | 歩 |    |    | 四 |
|    |    | 歩 |    |    |    |    | 歩 |    | 五 |
|    |    |    | 銀 | 歩 |    |    |    |    | 六 |
| 歩 | 歩 |    | 歩 |    | 歩 | 歩 |    | 歩 | 七 |
| 香 | 銀 |    | 角 |    |    |    | 飛 |    | 八 |
| 玉 | 桂 | 金 | 金 |    |    |    | 桂 | 香 | 九 |

| 9  | 8  | 7  | 6  | 5  | 4  | 3  | 2  | 1  |    |
| 香 | 桂 |    | 金 |    |    |    | 桂 | 香 | 一 |
|    | 王 | 銀 |    |    | 飛 |    |    |    | 二 |
|    | 歩 |    | 金 |    | 銀 | 角 | 歩 | 歩 | 三 |
|    |    | 歩 | 歩 | 歩 | 歩 | 歩 |    |    | 四 |
| 歩 |    |    |    |    |    |    | 歩 |    | 五 |
|    |    | 歩 | 銀 | 歩 |    | 歩 |    |    | 六 |
| 歩 | 歩 |    | 歩 |    | 歩 |    |    | 歩 | 七 |
| 香 | 銀 | 金 | 角 |    |    |    | 飛 |    | 八 |
| 玉 | 桂 | 金 |    |    |    |    | 桂 | 香 | 九 |

| 9  | 8  | 7  | 6  | 5  | 4  | 3  | 2  | 1  |    |
| 香 | 桂 |    | 金 |    |    |    | 桂 | 香 | 一 |
|    | 王 | 銀 |    |    |    |    | 飛 |    | 二 |
|    |    |    | 金 |    | 銀 | 角 | 歩 | 歩 | 三 |
|    | 歩 | 歩 | 歩 |    |    | 歩 | 歩 |    | 四 |
| 歩 |    |    |    | 歩 | 歩 |    |    |    | 五 |
|    |    | 歩 |    | 歩 |    | 歩 |    |    | 六 |
| 歩 | 歩 | 銀 | 歩 |    | 歩 |    |    | 歩 | 七 |
| 香 | 銀 | 金 | 角 |    |    |    | 飛 |    | 八 |
| 玉 | 桂 | 金 |    |    |    |    | 桂 | 香 | 九 |

角道を止めている振り飛車に対して、大抵の場合居飛車陣は飛車先を伸ばしており、穴熊とのバランスは悪いのであるが、居飛車穴熊側▲6六銀型（4六銀型、上記「Bタイプの手順」）に組めると、その狙いの一つとして７筋（３筋）への攻略があり、高美濃で不用意に△7三桂（▲3七桂）を跳ねると桂頭を狙って指しやすくなる。居飛車穴熊側が先手として、第1-1図から▲7五歩に△同歩は▲同銀～8六角もしくは4六角、△6五歩の反発は▲7七銀△7五歩▲8六銀△7四金▲5七角と玉頭戦に持ち込む手段が生じる。さらに穴熊側が▲7九金-▲6九金型の場合は▲7八飛も生じて攻撃力が増すことになる。もう一つの攻撃手段は引き角で、場合によっては振り飛車側に△2二飛（▲8八飛）を強要させることになる。第1-2図で△4五歩は▲2四歩からの仕掛けが生じる。
その後の展開で振り飛車側が不用意に角を動かすと▲2四歩△同歩▲同飛（もしくは1歩あれば▲2三歩）からの飛車交換に迫ることができ、有利に展開できる。第1-3図はその一例で後手振り飛車側からの△5五歩に▲2四歩、以下△2四同歩なら▲5五歩とし、角が飛び出すと▲2四飛（又は▲2三歩から▲2四飛）が生じる。

### 対四間飛車
1990年代以降振り飛車の手順も洗練され、前述のような振り飛車側の積極策に無理せず対応できるよう理想的な4枚穴熊は放棄する。例えば第2-1図のように振り飛車側が速めに△5四銀と来るのに対して▲6六銀と上がると△4五歩で▲6八角では△6五銀が生じる。▲6六歩としても△6四歩～△4五歩～△6五歩があり、先手が対策として▲5八金～▲6七金と繰り出す必要が生じることで、上記の居飛車穴熊側の狙い（6六銀からの7筋攻撃と引き角戦）を緩和していくことが可能になっている。
| 9  | 8  | 7  | 6  | 5  | 4  | 3  | 2  | 1  |    |
| 香 | 桂 |    | 金 |    | 金 |    | 桂 | 香 | 一 |
|    |    | 銀 | 王 |    | 飛 |    |    |    | 二 |
|    | 歩 | 歩 | 歩 | 歩 |    | 角 | 歩 | 歩 | 三 |
|    |    |    |    | 銀 | 歩 | 歩 |    |    | 四 |
| 歩 |    |    |    |    |    |    | 歩 |    | 五 |
|    |    | 歩 |    | 歩 |    |    |    |    | 六 |
| 歩 | 歩 | 角 | 歩 | 銀 | 歩 | 歩 |    | 歩 | 七 |
| 香 | 玉 |    |    |    |    |    | 飛 |    | 八 |
|    | 桂 | 銀 | 金 |    | 金 |    | 桂 | 香 | 九 |

| 9  | 8  | 7  | 6  | 5  | 4  | 3  | 2  | 1  |    |
| 香 | 桂 |    | 金 |    |    |    | 桂 | 香 | 一 |
|    | 王 | 銀 |    |    | 飛 |    |    |    | 二 |
|    | 歩 |    | 金 | 歩 |    | 角 | 歩 | 歩 | 三 |
|    |    | 歩 | 歩 | 銀 |    | 歩 |    |    | 四 |
| 歩 |    |    |    |    | 歩 |    | 歩 |    | 五 |
|    |    | 歩 | 歩 | 歩 |    | 歩 |    |    | 六 |
| 歩 | 歩 |    | 金 | 銀 | 歩 |    |    | 歩 | 七 |
| 香 | 銀 |    |    |    |    |    | 飛 |    | 八 |
| 玉 | 桂 | 金 |    | 角 |    |    | 桂 | 香 | 九 |

| 9  | 8  | 7  | 6  | 5  | 4  | 3  | 2  | 1  |    |
| 香 |    |    | 金 |    |    |    | 桂 | 香 | 一 |
|    | 王 | 銀 |    |    | 飛 |    |    |    | 二 |
| 歩 | 歩 | 桂 | 金 |    |    | 角 | 歩 | 歩 | 三 |
|    |    | 歩 | 歩 | 歩 | 銀 | 歩 |    |    | 四 |
|    |    |    |    |    | 歩 |    | 歩 |    | 五 |
|    |    | 歩 | 歩 | 歩 |    | 歩 |    |    | 六 |
| 歩 | 歩 | 角 | 金 |    | 歩 |    |    | 歩 | 七 |
| 香 | 銀 | 金 | 銀 |    |    |    | 飛 |    | 八 |
| 玉 | 桂 |    |    |    |    |    | 桂 | 香 | 九 |

『イメージと読みの将棋観』(鈴木宏彦、2008、日本将棋連盟）では、第2-1図から▲6六歩△6四歩▲9九玉とした類似の局面から△6五歩の仕掛けの是非について棋士6名が検討しているが、谷川浩司はその局面は居飛車が危険で▲8八銀は△6六歩▲同銀△4五歩で穴熊側好ましくなく、▲9九玉の前に▲5八金右を先にすべきとし、渡辺明も藤井猛も▲5八金右を先にしておくべきとしており、渡辺と藤井は検討してみると、△6五歩に▲6八飛は△2四歩であるが、△6五歩に▲5八金右△4五歩▲6五歩△同銀▲3三角成△同桂▲2四歩△同歩▲同飛△4六歩▲同銀△7六銀▲8八銀で、案外後手の攻めがうるさいとしている。他の3名は、▲8八銀△4五歩△6六歩▲同銀△4五歩▲5五歩△6三銀引▲2六飛か▲8八銀△4五歩▲6五歩△同銀▲3三角成△同桂▲2四歩△同歩▲5八金右や、▲6八飛△6六歩▲同銀△4五歩▲5五歩△6三銀引▲5七銀△6四歩などを検討し、少し無理っぽい感じがあるとしている。
振り飛車が待機策に出た場合、角を▲5九角～▲3七角（狙いは▲5五歩△同銀▲2四歩など）や▲2六角と転換して使用して(第2-2図)、居飛車には▲6八銀～▲7六銀もしくは▲7八飛から7筋の歩を手持ちにしたりなどの打開策がある。
居飛車としては振り飛車の飛車先が通っていなければ松尾流穴熊への組み替え（組みきれば勝率8割）を見せる駒組みをすることで、振り飛車側への牽制を行う。第2-3図のような後手櫛田流で松尾流への組み換えもあるが『イメージと読みの将棋観』によると2003年に現れてから2008年までの18局について9勝9敗の五分の成績で、うち8局が△5五歩、7局が△5三銀である。同書では△5五歩▲同歩△4六歩なら▲同歩△5五銀▲2四歩△同歩▲3五歩△4六飛▲3四歩△4四角▲2四飛△2二歩▲2五飛にじっと△4五歩や、△5五歩▲同歩△同銀なら▲2四歩△同歩▲3五歩△6五歩など、△5三銀には▲2四歩△同歩▲6五歩△7七角成▲同銀右△6五桂▲2四飛△7七桂成▲同金寄△2二歩など、いずれもいい勝負とみられているが、局面としては玉が固い穴熊側が勝ちやすそうであるとみている。
実際には振り飛車側が後手番として△4四銀～△5五歩などの動きを見せれば穴熊側も▲同歩△同銀から▲2四歩△同歩▲3五歩△同歩▲3四歩と5筋で得た歩を用いて角を追い飛車を捌くなどの手段がある。このとき四間飛車は角を4二に引けない為（飛車がいる）、角頭から角を追う筋が居飛車の狙い筋となる。
四間飛車が穴熊に組む相穴熊の場合も飛車先突破を狙う為の狙い筋が大きく変わる訳ではない。四間飛車よりも銀を穴熊に引きつけやすい利点を活かし（四間飛車は飛車が邪魔して左銀を4二〜5三と使えない）、相手が穴熊に組む間に理想的な4枚穴熊に組みに行くことが1つの狙いである。

### 対三間飛車
| 9  | 8  | 7  | 6  | 5  | 4  | 3  | 2  | 1  |    |
| 香 | 桂 |    | 金 |    | 金 |    | 桂 | 香 | 一 |
|    |    | 銀 | 王 |    | 飛 | 銀 |    |    | 二 |
| 歩 | 歩 | 歩 | 歩 | 歩 |    | 角 | 歩 | 歩 | 三 |
|    |    |    |    |    | 歩 | 歩 |    |    | 四 |
|    |    |    |    |    |    |    | 歩 |    | 五 |
|    |    | 歩 |    | 歩 |    |    |    |    | 六 |
| 歩 | 歩 | 角 | 歩 |    | 歩 | 歩 |    | 歩 | 七 |
|    |    | 玉 |    |    | 銀 |    | 飛 |    | 八 |
| 香 | 桂 | 銀 | 金 |    | 金 |    | 桂 | 香 | 九 |

対三間飛車では右銀を▲６六～▲7七（△4四～△3三）と展開しビッグ4などに一番組みやすい。四間飛車のような△4五歩～△4六歩からの突破がないために▲5七の銀が6六の地点に移動しやすく、6六銀-6八角の構えが築き易く、その為安定して穴熊に組みやすい。
一方で右銀を3筋からの捌きに備えて4八に保留し▲5六歩～▲5七銀と活用する2手を省略して穴熊の完成を急ぐこともできる。これは対四間飛車のように△4五に歩を伸ばして早くに角道をあけることが少ないため、6筋を右銀で受ける必要がない為である。▲7七角を先にする指し方は以前から対四間飛車で用いられていたが、仮に第3-1図で△7一玉とすると▲6八角が生じ、以下△4五歩▲8八銀で次に▲2四歩からの早仕掛けがある。三間飛車の場合は△2二飛で受かるが、四間飛車の場合は3二に銀がいる構えでは2二に飛車を回せないため、△4三飛として▲2四歩△同歩▲同角に△4四角を用意する必要がある。
但し振り飛車側が早めに動く△5四歩～△5三銀～△6四銀（▲5六歩～▲5七銀～▲4六銀）や△4三銀～△5四銀～△6五銀（▲6七銀～▲5六銀～▲4五銀）の動きには注意が必要。
三間飛車側は中田功XPや石田流への組み替えが狙い筋であるが、これには居飛車側は振り飛車の陣形に右銀で圧力をかけつつ、振り飛車から動かさせて戦いを起こすのが狙い筋。石田流には▲6八角～▲4六銀（△4二角～△6四銀）と3五の地点にプレッシャーをかけていく。
相穴熊になると固め合いになることが多い。
三間飛車側にはこの他「真部流」と呼ばれる、三間飛車特有の左銀が△5三銀～△6四銀と動けるため6筋の位をとって△5五歩を狙う（5七の地点にと金をつくる等のねらい）指し方もある。これと似た指し方で、振り飛車側が出だしで角道を止めずに△5四歩として角交換を誘い、交換してきたら飛車で取って向い飛車に構えて5三に角を打たせて△4二銀▲8六角成とさせて馬をつくらせる大野流向かい飛車を応用し、居飛車側が穴熊にしてきたら振り飛車側は△6四歩～△6五歩～△5三銀～△6四銀と好形を築いて圧迫する指し方もよく指されていた。
| 9  | 8  | 7  | 6  | 5  | 4  | 3  | 2  | 1  |    |
| 香 | 桂 |    | 金 |    |    |    | 桂 | 香 | 一 |
|    | 王 | 銀 |    | 金 |    | 飛 |    |    | 二 |
| 歩 | 歩 | 歩 | 歩 |    | 銀 | 角 | 歩 | 歩 | 三 |
|    |    |    |    | 歩 | 歩 |    |    |    | 四 |
|    |    |    |    |    |    | 歩 | 歩 |    | 五 |
|    |    | 歩 |    | 歩 |    |    |    | 歩 | 六 |
| 歩 | 歩 | 角 | 歩 |    | 歩 | 歩 |    |    | 七 |
| 香 | 銀 |    |    |    | 銀 |    | 飛 |    | 八 |
| 玉 | 桂 |    | 金 |    | 金 |    | 桂 | 香 | 九 |

| 9  | 8  | 7  | 6  | 5  | 4  | 3  | 2  | 1  |    |
| 香 | 桂 |    | 金 |    |    |    |    | 香 | 一 |
|    | 王 | 銀 |    |    |    |    |    |    | 二 |
| 歩 | 歩 | 歩 | 金 | 角 | 銀 | 桂 | 歩 | 歩 | 三 |
|    |    |    | 歩 | 歩 |    | 飛 |    |    | 四 |
|    |    |    |    |    | 歩 | 歩 | 歩 |    | 五 |
|    |    | 歩 | 銀 | 歩 |    |    | 飛 | 歩 | 六 |
| 歩 | 歩 | 角 | 歩 |    | 歩 | 歩 |    |    | 七 |
| 香 | 銀 |    |    |    |    |    |    |    | 八 |
| 玉 | 桂 | 金 | 金 |    |    |    | 桂 | 香 | 九 |

| 9  | 8  | 7  | 6  | 5  | 4  | 3  | 2  | 1  |    |
| 香 | 桂 |    | 金 |    |    |    | 桂 | 香 | 一 |
|    | 王 | 銀 |    |    |    |    |    |    | 二 |
|    | 歩 |    | 金 | 歩 |    |    | 歩 | 角 | 三 |
| 歩 |    | 歩 | 歩 | 銀 | 歩 | 飛 |    | 歩 | 四 |
|    |    |    |    | 銀 |    | 歩 | 歩 |    | 五 |
|    |    | 歩 |    | 歩 |    |    | 飛 |    | 六 |
| 歩 | 歩 |    | 歩 |    | 歩 | 歩 |    | 歩 | 七 |
| 香 | 銀 |    | 角 |    |    |    |    |    | 八 |
| 玉 | 桂 | 金 | 金 |    |    |    | 桂 | 香 | 九 |

第3-2図から3-3図は、対石田流に対する居飛車穴熊。羽生善治著『羽生の頭脳』では第3-2図の△3五歩に対する▲5六歩は、次の一手を△4二角に限定しているとしている。そして△1四歩などであるとすかさず▲5七銀があり、以下△4二角でも▲4六銀と出て、△3四飛には▲6八角がある。このとき石田流の角がまだ5三に来ていないので、▲4六銀△3四飛▲6八角のときに△4五歩のカウンターが利かない。また△4二角▲2六飛△6四角で△3六歩を狙うのも△6四角のときに▲1七香で、以下△3六歩なら▲同歩△1九角成▲4六銀である。また局面が進んだ第3-3図で▲7八金右より▲6六銀と銀を先に出て5筋の歩交換を先にするとしている。また後手が△7四歩としたら▲7五歩として、以下△同歩▲同銀△7四歩に▲8六銀として、2六の飛車の起動域を広げておく。以降は▲7六飛と回っての▲7五歩や▲2四歩△同歩▲2三歩などの揺さぶりをかけるなどがある。
第3-4図は1982年7月23日名将戦、▲田中寅彦対△森雞二戦で、図のように後手石田流の展開から、穴熊側が銀を持てればあとは▲2四歩で、△同飛や△同角だと▲2五銀、△同歩にも▲2三銀から▲1四銀成のねらいがある。実践では　以下△6五銀▲2四歩△同角▲3六歩△5四歩▲3五歩△3一飛▲6四銀と進んだ。

### 対中飛車
通常のツノ銀中飛車などは四間飛車のように藤井システムや、三間飛車のような石田流への組み換えを持たない為、居飛車に4枚穴熊を許しやすい。
しかし、四間飛車より左銀を玉側の前線に持っていきやすくまた、角筋が通しやすい利点を活かして、穴熊を組みにくくすることで局面をリードする矢倉流などが用いられている。
穴熊側も対中飛車の場合は中央の守りがあるので、右銀を▲６六～▲7七（△4四～△3三）といった展開はしずらく、右銀は攻めに使っていく展開が多い。
| 9  | 8  | 7  | 6  | 5  | 4  | 3  | 2  | 1  |    |
| 香 | 桂 |    |    |    |    | 金 | 桂 | 王 | 一 |
|    | 飛 |    |    |    |    |    | 銀 | 香 | 二 |
| 歩 |    |    | 歩 | 銀 | 金 | 角 | 歩 |    | 三 |
|    |    | 歩 |    | 歩 | 歩 | 歩 |    | 歩 | 四 |
|    | 歩 |    |    |    |    |    |    |    | 五 |
|    |    | 歩 | 歩 |    | 歩 | 歩 | 歩 | 歩 | 六 |
| 歩 | 歩 | 角 | 銀 |    | 銀 | 桂 |    |    | 七 |
|    |    | 金 |    |    | 金 | 玉 |    |    | 八 |
| 香 | 桂 |    |    | 飛 |    |    |    | 香 | 九 |

| 9  | 8  | 7  | 6  | 5  | 4  | 3  | 2  | 1  |    |
| 香 |    |    |    |    |    |    | 飛 | 香 | 一 |
|    |    | 王 | 金 |    |    | 金 |    |    | 二 |
|    |    | 桂 | 銀 | 角 | 銀 | 桂 | 歩 | 歩 | 三 |
|    | 歩 | 歩 | 歩 | 歩 | 歩 |    |    |    | 四 |
| 歩 |    |    |    |    |    | 歩 |    |    | 五 |
|    |    | 歩 | 歩 |    | 銀 | 歩 | 飛 |    | 六 |
| 歩 | 歩 | 金 |    |    | 歩 | 桂 |    | 歩 | 七 |
| 香 | 銀 |    | 角 |    |    |    |    |    | 八 |
| 玉 | 桂 | 金 |    |    |    |    |    | 香 | 九 |

| 9  | 8  | 7  | 6  | 5  | 4  | 3  | 2  | 1  |    |
|    |    |    |    |    |    |    | 飛 | 香 | 一 |
| 香 |    | 王 | 金 |    |    | 金 |    |    | 二 |
|    |    | 桂 | 銀 | 角 | 銀 |    | 歩 | 歩 | 三 |
|    | 歩 | 歩 | 歩 | 歩 | 歩 | 歩 |    |    | 四 |
| 歩 |    |    |    |    |    |    |    |    | 五 |
|    |    | 歩 | 歩 | 銀 | 角 |    |    |    | 六 |
| 歩 | 歩 |    |    |    | 歩 |    |    | 歩 | 七 |
| 香 | 銀 | 金 |    |    |    |    |    |    | 八 |
| 玉 | 桂 | 金 | 飛 |    |    |    |    | 香 | 九 |

第4-1図は『羽生の頭脳』(4. 居飛車穴熊と左美濃) で示されたツノ銀中飛車（風車戦法）対居飛車穴熊の基本図であるが、このような局面になると、図の後手陣のような4枚穴熊にされやすい。同書では以下、▲6八角には△7二飛から1歩交換（△7二飛に▲5五歩は△6四歩や△5二飛）、▲6五歩から5四銀には△5一角から8四角～7三桂～6四歩、といった指し方を示している。
対ツノ銀中飛車の対処例として、1981年11月5日 新人王戦決勝第一局千日手指しなおし局 田中寅彦 対 伊藤果 戦。穴熊側は第4-2図のように▲4六銀-3七桂型に組み、第4-3図のように展開。以下、△5五桂に▲7五歩から、▲6五歩△同桂▲同銀△同歩▲6四歩の玉頭戦になる。
| 9  | 8  | 7  | 6  | 5  | 4  | 3  | 2  | 1  |    |
| 香 | 桂 |    | 金 |    | 金 |    | 桂 | 香 | 一 |
|    | 王 | 銀 |    |    | 飛 |    |    |    | 二 |
| 歩 | 歩 | 歩 | 歩 |    |    | 角 | 歩 | 歩 | 三 |
|    |    |    | 銀 | 歩 |    | 歩 |    |    | 四 |
|    |    |    |    |    | 歩 |    | 歩 |    | 五 |
|    |    | 歩 | 銀 | 歩 |    |    | 飛 |    | 六 |
| 歩 | 歩 | 角 | 歩 |    | 歩 | 歩 |    | 歩 | 七 |
| 香 |    |    |    | 金 |    |    |    |    | 八 |
| 玉 | 桂 | 銀 | 金 |    |    |    | 桂 | 香 | 九 |

| 9  | 8  | 7  | 6  | 5  | 4  | 3  | 2  | 1  |    |
| 香 | 桂 |    | 金 |    | 金 |    | 桂 | 香 | 一 |
|    | 王 | 銀 |    |    | 飛 |    |    |    | 二 |
| 歩 | 歩 | 歩 | 歩 |    |    |    | 歩 | 歩 | 三 |
|    |    |    |    | 歩 |    | 歩 |    |    | 四 |
|    |    |    | 銀 |    | 歩 |    | 歩 |    | 五 |
|    |    | 歩 |    | 歩 |    |    |    |    | 六 |
| 歩 | 歩 | 馬 | 歩 |    | 歩 | 歩 |    | 歩 | 七 |
| 香 |    |    |    | 金 |    |    | 飛 |    | 八 |
| 玉 |    | 銀 | 金 |    |    |    | 桂 | 香 | 九 |

| 9  | 8  | 7  | 6  | 5  | 4  | 3  | 2  | 1  |    |
| 香 | 桂 |    | 金 |    | 金 |    | 桂 | 香 | 一 |
|    | 王 | 銀 |    |    | 飛 |    |    |    | 二 |
| 歩 | 歩 | 歩 | 歩 | 銀 |    | 馬 | 歩 | 歩 | 三 |
|    |    |    |    | 歩 |    | 歩 |    |    | 四 |
|    |    |    | 銀 |    | 歩 |    | 歩 |    | 五 |
|    |    | 歩 |    | 歩 |    |    |    |    | 六 |
| 歩 | 歩 |    | 歩 |    | 歩 | 歩 |    | 歩 | 七 |
| 香 | 銀 |    |    | 金 |    |    | 飛 |    | 八 |
| 玉 |    |    | 金 |    |    |    | 桂 | 香 | 九 |

矢倉流中飛車では、右銀を６四に進めて先手の右銀を▲6六銀と受けさせてから飛車を４筋に移動し、△4五歩と角道をあけつつ４筋突破を見せると、先手は後手４筋の飛車先を受けるために▲4八飛もしくは▲2六飛であるが、先手が▲2六飛を選択した場合2六飛型を決めさせ、第4-4図のように玉を9九に入るタイミングで△6五銀▲同銀△7七角成▲同桂△4四角▲2八飛△7七角成（第4-5図）という展開を狙いとしている。
居飛車側がこれを避けるには7八や6八に金を構える必要があるが、実際には第4-5図から普通に▲8八銀△3三馬▲5三銀（第4-6図）となってみると、これからの将棋である。
| 9  | 8  | 7  | 6  | 5  | 4  | 3  | 2  | 1  |    |
| 香 | 桂 |    | 金 |    |    |    | 桂 | 香 | 一 |
|    | 王 | 銀 |    |    | 金 |    |    |    | 二 |
| 歩 | 歩 | 歩 | 歩 |    |    |    | 歩 | 歩 | 三 |
|    |    |    |    |    |    | 歩 |    |    | 四 |
|    |    |    |    | 角 | 歩 |    |    |    | 五 |
|    |    | 歩 |    | 歩 |    |    | 歩 |    | 六 |
| 歩 | 歩 |    | 歩 |    | 歩 | 歩 |    | 歩 | 七 |
| 香 | 銀 |    |    | 飛 |    |    |    |    | 八 |
| 玉 | 桂 |    | 金 | 金 |    |    | 桂 | 香 | 九 |

| 9  | 8  | 7  | 6  | 5  | 4  | 3  | 2  | 1  |    |
| 香 | 桂 |    | 金 |    |    | 飛 | 桂 | 香 | 一 |
|    | 王 | 銀 |    |    | 金 | 角 |    |    | 二 |
| 歩 | 歩 | 歩 | 歩 |    |    |    | 歩 | 歩 | 三 |
|    |    |    |    |    |    | 歩 |    |    | 四 |
|    |    |    | 銀 |    | 歩 |    |    |    | 五 |
|    |    |    | 角 | 歩 |    |    | 歩 |    | 六 |
| 歩 | 歩 | 歩 | 金 |    | 歩 | 歩 |    | 歩 | 七 |
| 香 | 銀 |    |    | 飛 |    |    |    |    | 八 |
| 玉 | 桂 | 金 |    |    |    |    | 桂 | 香 | 九 |

| 9  | 8  | 7  | 6  | 5  | 4  | 3  | 2  | 1  |    |
| 香 | 桂 |    | 金 |    |    |    | 桂 | 香 | 一 |
|    | 王 | 銀 | 歩 |    |    | 金 |    |    | 二 |
| 歩 | 歩 | 歩 | 歩 |    |    | 角 | 歩 | 歩 | 三 |
|    |    |    |    |    |    | 歩 |    |    | 四 |
|    |    |    |    |    | 歩 |    |    |    | 五 |
|    |    |    |    | 飛 |    |    | 歩 |    | 六 |
| 歩 | 歩 | 歩 | 銀 |    | 歩 | 歩 |    | 歩 | 七 |
| 香 | 銀 |    |    |    |    |    |    |    | 八 |
| 玉 | 桂 | 金 |    |    |    |    | 桂 | 香 | 九 |

またこの形では、第4-4図から△5五歩▲同歩△同銀▲同銀△同飛▲同角△同角もあるが▲8八銀であり、△5六歩には第4-5図のように▲5八飛と
しておくと以下△6五銀には▲6八金右△3三角に▲7一金と固め、△7六銀に▲7七歩△6五銀▲3一飛△3二角に▲6六歩があり、これを△同角には第4-8図のように▲6七金がある。△3九角成ならば▲3二飛から▲4四角、△4一金にも▲3二飛から▲6六金△同銀▲5六飛△6七銀であると第4-9図のとおり▲6二歩があり、その後▲6一歩成△同銀▲4四角を狙っている。

### 対向かい飛車
向かい飛車も三間飛車同様に、そのまま持久戦を目指すと居飛車穴熊にスムーズに組まれやすい。その意味で速めに反撃する策が必要となる。
| 9  | 8  | 7  | 6  | 5  | 4  | 3  | 2  | 1  |    |
| 香 | 桂 | 銀 | 金 |    | 金 |    | 桂 | 香 | 一 |
|    |    | 王 |    |    |    |    | 飛 |    | 二 |
| 歩 | 歩 | 歩 | 歩 | 歩 | 銀 |    |    | 歩 | 三 |
|    |    |    |    |    |    | 歩 | 歩 |    | 四 |
|    |    |    |    |    | 歩 |    |    |    | 五 |
|    |    | 歩 |    |    |    |    | 歩 |    | 六 |
| 歩 | 歩 |    | 歩 | 歩 | 歩 | 歩 |    | 歩 | 七 |
| 香 |    |    |    |    | 銀 |    | 飛 |    | 八 |
| 玉 | 桂 | 銀 | 金 |    | 金 |    | 桂 | 香 | 九 |

他の振り飛車の場合でも向い飛車に振り直しすることで用いられるが、▲7八金（△3二金）型に構えて速攻を仕掛ける指し方が用いられる。もともと居飛車穴熊に対する速攻はこの▲7八金（△3二金）型急戦が多かった。
この他、居飛車穴熊側が5筋を付かないで組む場合、向い飛車側は▲6八（△4二）に銀を構えておき、角道をあけて角交換を迫る指し方もみられる。あらかじめ向い飛車なので、飛車先突破される心配がなく、角を手持ちにしたほうが向かい飛車側が有利に働くためである。
類似の手法として、以前は5筋不付で組む穴熊に対し、第4-1図のように他の△4三銀型振り飛車から居飛車が▲9八香のとき△4五歩と突いて角交換を迫り、以下▲2二角成に△同飛で角交換向かい飛車にする指し方も指されていた。四間飛車相手の△4五歩に▲6六歩だと△5四銀▲5八金△6四歩▲6七金△5五銀が生じる。

### 対陽動振り飛車
銀を7七（後手なら3三）へと誘い出される矢倉模様の場合、へこみ矢倉の形から組み替えて穴熊に組み替えることがある。
一例として、第6-1～3図は、1987年11月16日のNHK杯テレビ将棋トーナメント、高橋道雄 対 加藤一二三 戦。矢倉模様に対し、後手の加藤は陽動振り飛車を採用。リンク先の第1-b 図を採用して石田流本石田に組む作戦に出たが、先手の高橋は第6-1～3図のように巧みな手順で居飛車穴熊に組む。第6-3図になってみると、通常の居飛車対振り飛車の様相である。
| 9  | 8  | 7  | 6  | 5  | 4  | 3  | 2  | 1  |    |
| 香 | 桂 | 王 | 金 |    |    |    |    | 香 | 一 |
|    |    | 銀 |    | 金 | 銀 |    |    |    | 二 |
| 歩 |    | 歩 | 歩 | 歩 | 歩 | 桂 | 歩 | 角 | 三 |
|    | 歩 |    |    |    |    | 飛 |    | 歩 | 四 |
|    |    |    |    |    |    | 歩 | 歩 |    | 五 |
|    |    | 歩 |    | 歩 |    |    |    |    | 六 |
| 歩 | 歩 | 銀 | 歩 | 銀 | 歩 | 歩 |    | 歩 | 七 |
|    | 玉 | 金 | 角 |    |    |    | 飛 |    | 八 |
| 香 | 桂 |    |    |    | 金 |    | 桂 | 香 | 九 |

| 9  | 8  | 7  | 6  | 5  | 4  | 3  | 2  | 1  |    |
| 香 | 桂 |    |    |    |    |    |    | 香 | 一 |
|    | 王 | 金 |    | 金 |    |    |    |    | 二 |
| 歩 | 銀 | 歩 | 歩 | 歩 | 銀 | 桂 | 歩 | 角 | 三 |
|    | 歩 |    |    |    | 歩 | 飛 |    | 歩 | 四 |
|    |    |    |    |    |    | 歩 | 歩 |    | 五 |
|    |    | 歩 | 銀 | 歩 |    |    | 飛 | 歩 | 六 |
| 歩 | 歩 | 銀 | 歩 |    | 歩 | 歩 |    |    | 七 |
| 香 | 玉 | 金 | 角 |    |    |    |    |    | 八 |
|    | 桂 |    |    | 金 |    |    | 桂 | 香 | 九 |

| 9  | 8  | 7  | 6  | 5  | 4  | 3  | 2  | 1  |    |
| 香 |    |    |    |    |    |    |    | 香 | 一 |
|    | 王 | 金 |    |    |    |    |    |    | 二 |
|    | 銀 | 桂 | 金 | 歩 | 銀 | 桂 | 歩 | 角 | 三 |
| 歩 | 歩 | 歩 | 歩 |    | 歩 | 飛 |    | 歩 | 四 |
|    |    |    |    |    |    | 歩 | 歩 | 歩 | 五 |
|    |    | 歩 | 銀 | 歩 |    |    | 飛 |    | 六 |
| 歩 | 歩 |    | 歩 |    | 歩 | 歩 |    |    | 七 |
| 香 | 銀 | 金 | 角 |    |    |    |    |    | 八 |
| 玉 | 桂 | 金 |    |    |    |    | 桂 | 香 | 九 |

▲1五歩以下は、△同歩▲2四歩△同角▲3五歩△同歩▲2四飛△同飛▲同角△同歩▲3一飛と展開した。
なお、上記の宮田対安恵戦も、陽動振り飛車から穴熊戦に組み替えたものである。

## 対角道を止めない振り飛車
2012年現在、流行している角道を止めない（先手なら▲6六歩、後手なら△4四歩を突かない）振り飛車の長所は居飛車穴熊に組まれにくい点である。しかし、それでも居飛車穴熊は有力な作戦である。

### 対ゴキゲン中飛車
従来ゴキゲン中飛車に対して居飛車穴熊に組むのは袖飛車にされて損とされており、角道も止める為作戦負けになりやすいと考えられていた。しかし、2008年の第22期竜王戦5組ランキング戦準決勝豊島将之対戸辺誠戦において、袖飛車対策として先手の豊島が▲8八銀を保留して角の退路を確保し、これが有効で居飛車も戦えることが分かった。
居飛車は浮き飛車に構えたり▲8六角などと大駒を細かく使いながら袖飛車を警戒し、揺さぶりをかけながら手を作り玉型は松尾流穴熊を目指し、中飛車側も穴熊に組む相穴熊が有力視されている。
この他にも石田流に組み替えたり、平凡に5四銀型から高美濃に組む形も有力であるが、穴熊に堅さ負けしやすい。
なお、△5四銀～△4五銀から△5六歩という一直線の攻めは▲6八角で無理筋となる。
この他、『菅井ノート』218ページの例、第7-1図▲6七金以下、△5一飛▲7七角△9四歩▲9六歩△8四歩▲8八玉△8七銀▲7八金△7二金▲9八香で、穴熊にする順などが知られる。
| 9  | 8  | 7  | 6  | 5  | 4  | 3  | 2  | 1  |    |
| 香 | 桂 |    | 金 |    | 金 |    | 桂 | 香 | 一 |
|    | 王 | 銀 |    | 飛 |    |    |    |    | 二 |
| 歩 | 歩 | 歩 | 歩 |    | 歩 | 角 | 歩 | 歩 | 三 |
|    |    |    |    |    | 銀 | 歩 |    |    | 四 |
|    |    |    |    | 歩 |    |    | 歩 |    | 五 |
|    |    | 歩 | 歩 |    | 銀 | 歩 |    |    | 六 |
| 歩 | 歩 |    | 金 | 歩 | 歩 |    |    | 歩 | 七 |
|    | 角 | 玉 | 銀 |    |    |    | 飛 |    | 八 |
| 香 | 桂 |    | 金 |    |    |    | 桂 | 香 | 九 |

| 9  | 8  | 7  | 6  | 5  | 4  | 3  | 2  | 1  |    |
| 香 | 桂 |    |    | 飛 | 金 |    | 桂 | 香 | 一 |
|    | 王 | 金 |    |    |    |    |    |    | 二 |
|    | 銀 | 歩 |    |    | 歩 | 角 | 歩 | 歩 | 三 |
| 歩 | 歩 |    | 歩 |    | 銀 | 歩 |    |    | 四 |
|    |    |    |    | 歩 |    |    | 歩 |    | 五 |
| 歩 |    | 歩 | 歩 |    | 銀 | 歩 |    |    | 六 |
|    | 歩 | 角 | 金 | 歩 | 歩 |    |    | 歩 | 七 |
| 香 | 玉 | 金 | 銀 |    |    |    | 飛 |    | 八 |
|    | 桂 |    |    |    |    |    | 桂 | 香 | 九 |

| 9  | 8  | 7  | 6  | 5  | 4  | 3  | 2  | 1  |    |
| 香 | 桂 |    |    |    |    | 銀 | 桂 | 王 | 一 |
|    | 飛 |    |    |    | 銀 | 金 |    | 香 | 二 |
| 歩 |    | 歩 | 歩 | 歩 |    | 角 | 歩 | 歩 | 三 |
|    |    |    |    |    | 歩 |    |    |    | 四 |
|    |    |    |    | 歩 |    |    |    |    | 五 |
|    | 歩 | 歩 |    |    |    |    |    |    | 六 |
| 歩 | 銀 | 角 | 歩 |    | 歩 |    | 歩 | 歩 | 七 |
|    |    |    |    |    |    | 飛 | 玉 | 香 | 八 |
| 香 | 桂 |    | 金 |    | 金 | 銀 | 桂 |    | 九 |

そして先手中飛車のときに、5筋の位を取らせないで居飛車穴熊に組む作戦が有力とされた。これは、5筋の位を取らせると袖飛車が厳しいとされた為であるが、2013年度の第71期順位戦A級1回戦、谷川浩司対渡辺明戦では第7-3図の展開から渡辺が勝ち、このことから意外にも難解である。

### 対角交換振り飛車
対陽動振り飛車同様、左銀を8八−7七へと組み替え、へこみ矢倉の形から穴熊に組み替えることがある。また、８八の銀を▲８六歩～８七銀とあげて▲８八玉から▲9八香～9九玉～8八金と銀冠穴熊にする手段もある。

### 対石田流・立石流
角道を開けて指す先手の石田流や立石流四間飛車では、先手で７六の浮き飛車から３六に展開する指し方があるため、後手居飛車から△8八角成▲同銀に左銀を８八や６八に備えることが多く、そもそも居飛車穴熊にしにくい。
居飛車の後手は▲7六歩△8四歩の出だしであれば、▲7五歩には△8五歩で、石田流に組ませにくくする指し方もある。居飛車側が先手ならば初手を▲2六歩にすれば、以下△3四歩に▲2五歩もある。
▲7六歩△3四歩▲7五歩と展開する対石田流の場合、4手目に△6二銀を採用すると▲7八飛で、早石田・升田式石田にしてしまって穴熊に組ませない指し方の他、升田式から機を見て▲6六歩として▲9七角型や▲7六飛-7七角型にも組みやすい。そして▲5六銀型から▲6五銀や、端攻めの体制を急ぐ。この順は村田顕弘や野月浩貴らによって研究・実戦が重ねられている。
居飛車穴熊側は、７筋からの仕掛けを警戒して右金は動かさずに保留し、場合によっては△7二金の含みを持たす。そして△2二玉-3二金の形を作ってから飛車を浮いて歩交換を防ぎ、この後△5三銀型を築く。そして石田側端角の▲9七角の構えには、つぎに▲7四歩で、5三の銀取りと▲7三歩成が同時には受けられなくなるので、ここで△4二角を必要とする。
△5三銀型にすることで、銀を4四から四枚穴熊をつくる狙いと、△6四銀と牽制する狙いも生じる。△6四銀に対し▲6五歩とついてけん制されれば、これで先手からの仕掛けは無くなることになり、ゆっくり四枚穴熊に組むことができ、△6四銀の局面で放置するとすかさず△9五歩で、▲同歩なら△7四歩～9五香～7五歩が生じる。
振り飛車側に一方的な捌きや抑え込みを許さないのが肝要で、戦いさえ起きれば玉形の堅さと遠さを活かせる。

## 対ひねり飛車
対ひねり飛車でも居飛車穴熊が出現することもある。
ひねり飛車#後手（対ひねり飛車）の左美濃・銀冠・穴熊を参照。

## 「居飛車穴熊戦法」訴訟
将棋の戦法「居飛車穴熊」の元祖が誰かをめぐり、支部名人戦優勝1回・赤旗名人戦優勝3回の実績を有するアマチュア強豪の大木和博が「考案したのは自分」として、プロ棋士の田中寅彦を相手に300万円の慰謝料の支払い及び二審ではこれに対する2006年（平成8年）11月3日（本訴状送達の翌日）から支払済みまで民法所定の年5分の割合による遅延損害金の支払と、元祖、創始者、本家本元その他これに類する呼称を名乗らないよう求めた訴訟。
大木は、1950年代半ば（昭和30年代）から1960年代半ば（昭和40年代）にかけて、大山康晴名人の振飛車戦法が一世を風靡していた時代に、同戦法に対抗できる新戦法を考案しようと決意して試行錯誤の末に、1975年（昭和50年）頃までに居飛車穴熊戦法を創案し確立したと主張。そして、居飛車穴熊戦法を用いて、1970年（昭和45年）から1977年（昭和52年）まで8期連続して赤旗全国将棋大会の東京代表になり、その間の1973年（昭和48年）には第11期赤旗全国将棋大会に優勝し、1975年（昭和50年）には第1回日経全国アマ王座戦に優勝している。大木の棋譜は新聞、雑誌等に掲載され、1975年以降、プロ、アマを問わず居飛車穴熊戦法が広く指されるようになったとし、したがって大木は自分が、居飛車穴熊戦法の元祖ないし創始者であるとした。
実際には大木は1950年代半ばの昭和30年代又は1960年代半ばの昭和40年代初期の段階において、居飛車穴熊戦法を連採していたとしていた。ところがこのことを示す客観的資料がないので、大木の供述及び書証は、採用することができなかった。『赤旗』昭和57年8月30日号に「私の穴熊が初めて活字になったのは十年くらいまえの『アマ強豪勝ち抜き戦』。『近代将棋』に載りました。」と大木の談話が記載されていることから、大木が対局において居飛車穴熊戦法を採用したことが公刊物に登載されている中で1番古いのは1973年12月頃の全国アマ強豪勝抜戦近代将棋杯争奪戦第198局目であるとは認められる。
1999年6月、一審の東京地裁は「二人とも元祖や創始者と呼ばれるにふさわしい」と指摘し、慰謝料支払いの請求を棄却。
2000年3月、二審の東京高裁も一審判決を支持した。
田中は、大山康晴名人の振飛車戦法が一世を風靡していた事実、居飛車穴熊は飛車を動かさず（居飛車）、玉を左下隅（先手の場合なら「9九」の位置）に囲う（穴熊）ことであることは当然いずれも認めている。ただし、大山の振飛車戦法が一世を風靡したのが1950年代半ばからである事実、大木が1975年頃までに居飛車穴熊戦法を創案した事実はいずれも否認、そして大山が振飛車戦法を多用したのは1960年代半ば、昭和40年代に入ってからであるとし、その余は争うとした。
そして大木はアマチュア愛好家の対局において居飛車穴熊戦法を採用したことの棋譜で公刊されている最初のものは1974年であるとしたのも、棋戦で1968年には、升田幸三九段が名人戦で居飛車穴熊を採用していると主張した。
田中は、大木が1973年に第11期赤旗全国将棋大会に優勝し、1975年に日経全国初代アマ王座戦に優勝した事実は認めても、大木が1970年から1977年まで赤旗全国将棋大会の東京代表になった事実、大木の棋譜が新聞、雑誌等に掲載された事実はいずれも不知であった。こうして、大木の棋譜が新聞、雑誌等に掲載されたことによって、1975年以降プロ、アマを問わず居飛車穴熊戦法が広く指されるようになった事実、大木が居飛車穴熊戦法の元祖ないし創始者である事実は、いずれも否認した。田中は、宮田利男や瀬戸博晴が居飛車穴熊を連採していることは知っていたが、大木のことは知らなかったのである。実際大木が「居飛車穴熊の元祖」と自称し又は呼ばれていることが公刊物に登載されたのは、居飛車穴熊戦法が流行するようになった後の1980年以降である。
そして大木の主張する「居飛車穴熊戦法の元祖」という呼称は、社会的評価を含むものであり、排他性を有しないから、保護法益となり得るものではないし、田中も「居飛車穴熊戦法の元祖」という社会的評価を受けているから、大木の指摘する田中自身の行為は、侵害行為ないし不法行為になることはないとしたのである。
訴訟でも田中が1976年（昭和51年）の四段昇格後、対局において居飛車穴熊戦法を積極的に採用し年間最高勝率を収めたが、このことから他の棋士が居飛車穴熊戦法を研究し採るようになった、そして田中が1977年刊行の「将棋世界10月号」付録として「最新戦法・居飛車穴熊」を発表したことも相俟って、1975年10月以降、居飛車穴熊戦法が棋士及びアマチュア愛好家の間に大流行したとしている。
そのうえで田中の主張として、裁判で大木の主張する居飛車穴熊戦法の特色は、居飛車戦法と穴熊戦法とを組み合わせた上で、角行を先手の場合なら「7七」の位置に上げること及び王将を先手の場合なら「9九」の位置へ最短の手順で囲うことであると考えられるが、▲7七角の位置に上げることは序盤において角行を移動させる手順としては当然のことで独創性がなく、また▲9九玉 へ最短の手順で囲うことも将棋の駒の動かし方を知っている人間なら容易にわかることで、新戦法と評価することはできない、とした。さらに、大木が「居飛車穴熊戦法」とは、相手が振飛車戦法をとることに対抗して、序盤戦の段階で、基本的には、▲7六歩→6八玉→7八玉→7七角→9八香→8八玉→9九玉→8八銀→7九金、との守りの手順に▲2六歩→2五歩→5六歩→4八銀→5七銀との攻めの手順を加えて、守りと攻めとを一体化した手順（Aタイプの手順）のことであると定義付けているところ、自分のは居飛車穴熊にするに際し、右銀を▲6六の位置に上げることと玉の近くに金将が這いずるように移動することを特徴とする手順（Bタイプの手順）を自身の戦法として開発したもので、大木主張の居飛車穴熊戦法（Aタイプ）とは異なる戦法であると主張している。この点について大木は、Bタイプの手順も自分の主張する居飛車穴熊戦法の変化手順であって、自身が主張する居飛車穴熊戦法に含まれると主張している。
また一審では田中は、この戦法の修正派を自認したが、二審で
1. 『近代将棋』平成6年1月号78ページにおいて「振り飛車には居飛車穴熊！元祖の私としては」と発言
2. 2005年（平成7年）11月8日のNHK衛星放送第2の将棋解説番組において「将棋の戦法に特許があれば他の人は居飛車穴熊を指せない。」と発言
3. 『近代将棋』平成8年2月号102ページにおいて「ご存知居飛車穴熊（エヘン。その元祖は、エヘン、不祥このわたくし田中寅彦でございます。」と発言
4. 大木からの抗議に対する2006年（平成8年）2月6日付回答書において「私が「元祖」と称したのは、「居飛車穴熊」を独自に研究し、序盤の組み立て、駒の配置移動等を確立したためであります。（中略）私の序盤の組み立て、駒の配置移動については「元祖」と称するに相応しいものがあると自負しております。」

と、これを大木側は田中自身が居飛車穴熊戦法の元祖であるとの虚偽の事実を公言しており、大木が得た居飛車穴熊戦法の元祖又は創始者と呼ばれる名誉は、田中のこうした行為により侵害されたとしたが、判決では、これらを主張したことには、当事者間に争いがないとした。田中は、この二審での大木主張で1ないし4のとおりの各発言及び主張をした事実は認め、2と3の事実は否認している。
また判決では、大木は前項での「Aタイプの手順」を特徴とする居飛車穴熊戦法を開発しアマチュアの棋戦において多用した最初の者であるという意味においては「居飛車穴熊戦法の創始者又は元祖」であり、そのように呼ばれるという名誉を有し、田中は、前項での「Bタイプの手順」を特徴とする居飛車穴熊戦法を開発しプロの棋戦において多用した最初の者ということで、前記田中の発言ないし主張に虚偽の事実が含まれていることにはならないとした。さらにプロの棋戦のレベルがアマチュアの棋戦のそれより圧倒的に高いことはいうまでもないとの前提として、田中が「居飛車穴熊戦法の元祖」と自称することは、大木の活躍の場がアマチュアの棋戦であるのに対し、田中の活躍の場はプロの棋戦である、大木がAタイプの手順であるのに対し、田中はBタイプの手順であるから、何ら不相当なことではないとした。このことから、前記田中の発言ないし主張は、大木の「居飛車穴熊戦法の創始者又は元祖」であるとの名誉に抵触するものでも、その社会的評価を低下させるものでもなく、大木の「居飛車穴熊戦法の創始者又は元祖」であると呼ばれるという名誉を侵害するものではないとした。そのうえで田中は、前記発言ないし主張をするに際し、大木が居飛車穴熊戦法という手順を開発しアマチュアの棋戦において多用した最初の者であることに一切触れていないことも、田中がプロの棋士であって、大木がアマチュア将棋愛好家であることからすれば、この事実は田中に何らかの責任を生じさせるものではないというべきであるとし、大木の名誉を田中が侵害した事実は認めることができないから、その余について判断するまでもなく、大木の田中に対する本訴請求は失当で請求を棄却した一審判決は相当であって、控訴理由がないから棄却することとしている。
大木の主張は、それまでの居飛車穴熊はAタイプの手順であったが、田中が採用したのはBタイプの手順であり、これは、田中の開発した独創性のあるものであったというのも、自分のAタイプの手順も田中のBタイプの手順も同じ居飛車穴熊戦法であり、「6六」の位置に歩兵を上げるか銀将を上げるかということは、枝葉末節の問題である、居飛車穴熊戦法の真髄は、Aタイプの手順にあり、Bタイプの手順は、Aタイプの手順の変化型・亜種にすぎないとした。
結局裁判では、田中ばBタイプの手順を開発するまで、棋戦において戦法としてBタイプの手順が採用されたことはないから、Aタイプの手順の研究からBタイプの手順が容易に導き出されるものでないことは明らかであり、田中が開発したBタイプの手順を特徴とする居飛車穴熊戦法は、別の戦法として独創性があると認められるとされた。したがって、大木が開発したと主張する居飛車穴熊戦法はAタイプの手順であることを特徴とするものであるから、田中が開発したBタイプの手順を特徴とする居飛車穴熊戦法は、大木が開発したと主張する居飛車穴熊戦法と異なる戦法であることになった。
大木の元祖についても、裁判では「『居飛車穴熊戦法のエッセンスとなる手順を選択し集積した』との意味は、明確でないが、善解すれば、振飛車戦法に対して高い勝率を上げる戦法として居飛車穴熊戦法という手順を開発し棋戦において多用したことと解される。したがって、居飛車穴熊戦法の創始者又は元祖とは、居飛車穴熊戦法という手順を開発し棋戦において多用した最初の者を意味することになる。」とした。
そのうえで裁判で認定した事実によれば、大木はAタイプの手順を特徴とする居飛車穴熊戦法を開発しアマチュアの棋戦において多用した最初の者であるということができ、「アマチュアの棋戦であること及びAタイプの手順を特徴とする居飛車穴熊戦法であること」である。つまり田中のBタイプの手順を特徴とする居飛車穴熊戦法が流行するようになった後に、居飛車穴熊戦法の元祖又は創始者と評価されていたというべきであるとした。
一方、先に認定したタイプの事実によれば、田中は、Bタイプの手順を特徴とする居飛車穴熊戦法を開発し、1976年から棋戦において居飛車穴熊戦法を多用して好成績を収めたことから、1977年頃からプロの棋士の間にもアマチュア愛好家の間にも居飛車穴熊戦法が流行し出したのであり、田中を居飛車穴熊戦法の元祖又は創始者と評価するのが一般的であることが認められたのである。
2001年2月22日、最高裁第1小法廷は同件を上告審として受理しないことを決定した（上告棄却）。この棄却決定により、二審の東京高裁判決が確定することとなった。
| 9  | 8  | 7  | 6  | 5  | 4  | 3  | 2  | 1  |    |
| 王 | 桂 | 金 |    |    | 金 |    | 桂 | 香 | 一 |
| 香 | 銀 |    |    | 飛 |    |    |    |    | 二 |
| 歩 | 歩 | 歩 |    |    |    | 角 | 歩 | 歩 | 三 |
|    |    |    | 歩 | 歩 | 銀 | 歩 |    |    | 四 |
|    |    |    |    |    | 歩 |    | 歩 |    | 五 |
| 歩 |    | 歩 | 歩 | 歩 |    |    |    |    | 六 |
|    | 歩 | 角 | 金 | 銀 | 歩 | 歩 |    | 歩 | 七 |
| 香 | 銀 |    |    |    |    |    | 飛 |    | 八 |
| 玉 | 桂 | 金 |    |    |    |    | 桂 | 香 | 九 |

なお上記のとおり第27期名人戦（大山4-升田0）第2局で先手番の升田幸三実力制第四代名人が居飛車穴熊の「Bタイプの手順」コンセプトを後手番の大山康晴十五世名人の四間飛車相手に実践している。しかし、実際に居飛車穴熊を現代戦法として再編・体系づけ、プロ棋士の間に大流行させて本格的な対振り飛車攻略として定着させたのは、田中寅彦の功績であると認められている。以来田中は幾つかの雑誌連載や別冊附録執筆を担当した。さらに月別居飛車穴熊採用数の1976年（昭和51年）4月より1981年（昭和56年）11月までの調査結果によって「52年度より居飛車穴熊の数がふえているのは、51年に四段に昇段した田中（寅）四段（現五段）が52年4月より各棋戦に参加、居飛車穴熊を多用し、高勝率を上げたことが1つのきっかけになっていると思えるが、前後して若手棋士による居飛車穴熊の研究がさかんに行われたことにもよると思われる。」ことが知られている。
小倉久史著『下町流三間飛車戦法の一節』によれば、当人のコメントとして「訴えられたから戦った」そうである。
また、田中以前には西村一義が居飛車穴熊戦法を幾つか実戦で採用しているらしく、田中は特に1976年5月18日の棋聖戦予選本戦トーナメント 西村一義対大内延介戦では記録係を勤めており、この西村戦にも少なからず影響を受けている。この対局は図のように相穴熊戦となった。